# 나카가와구
나카가와구(일본어: 中川区)는 일본 아이치현 나고야시를 구성하는 16개 구 중 하나이다.
나카가와라는 이름은 나카가와 운하에서 유래하였다. 아즈치모모야마 시대에 활약한 마에다 도시이에의 고향으로 알려져 있다. 구의 서쪽은 논밭이 펼쳐져 있지만 최근에는 택지화가 진행되어 왔다. 쇼나이강의 서쪽에 위치하는 도미타 지구는 1955년 10월 1일에 나고야시와 합병해 나카가와구에 편입되었다. 또한 도미타 지구에는 도미타 출장소가 설치되어 있다.

## 인접한 자치체
- 나고야시 나카무라구, 나카구, 아쓰타구, 미나토구
- 아마군 오하루정, 싯포정, 가니에정

## 교통

### 철도
- 나고야시 교통국(나고야 시영 지하철)
  - 히가시야마선

- 도카이 여객철도
  - 도카이도 본선
  - 간사이 본선
  - 나고야항선

- 나고야 철도
  - 나고야 본선

- 긴키 닛폰 철도
  - 나고야선

- 나고야 임해 고속 철도
  - 니시나고야코선

### 도로
- 나고야 고속도로
- 히가시메이한 자동차도
- 국도 제1호선
- 국도 제302호선